# Marxheim
Marxheim ist eine Gemeinde im schwäbischen Landkreis Donau-Ries. Der gleichnamige Hauptort ist Sitz der Gemeindeverwaltung.

## Geografie

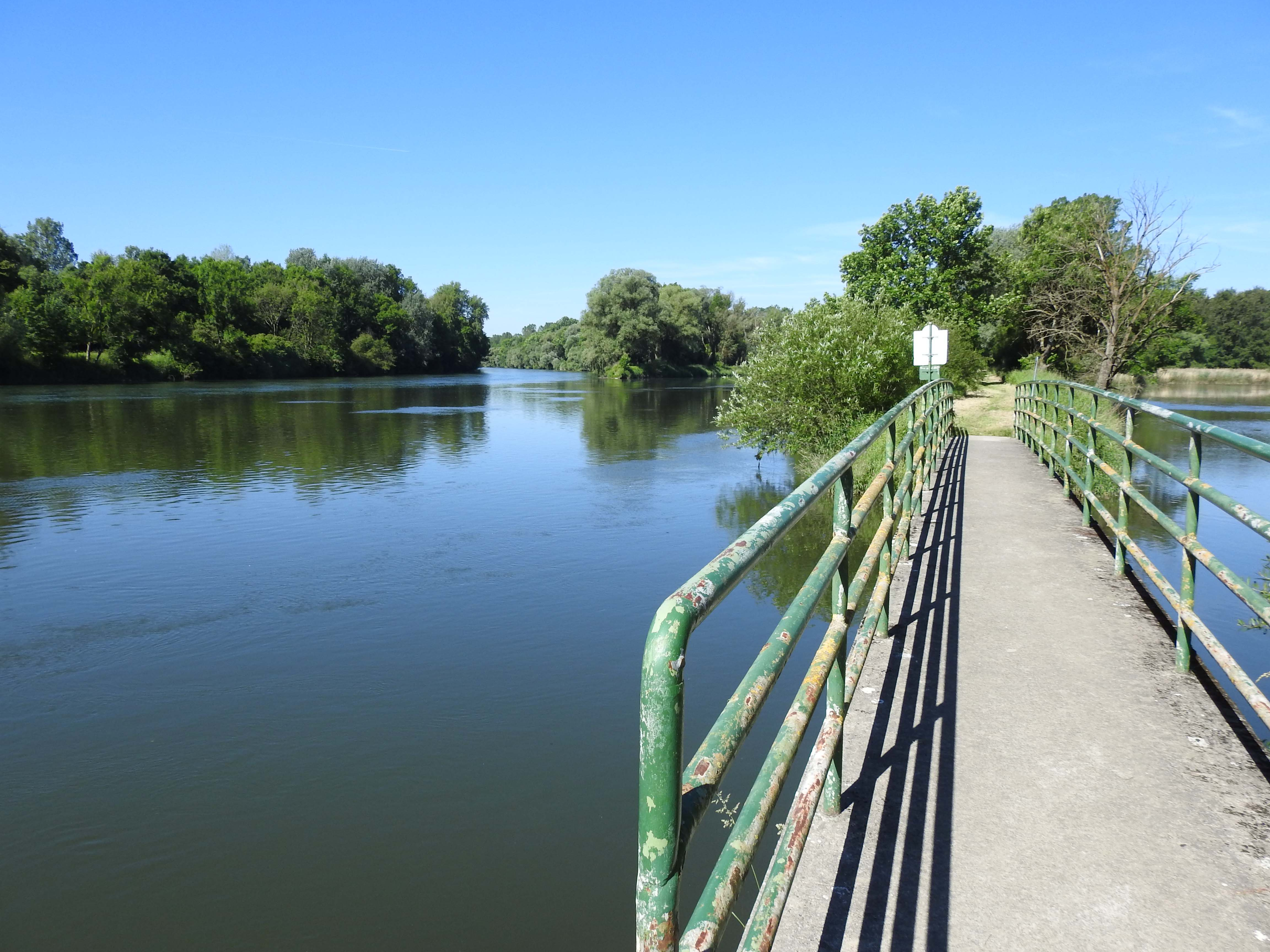
Lechmündung in die Donau bei Marxheim

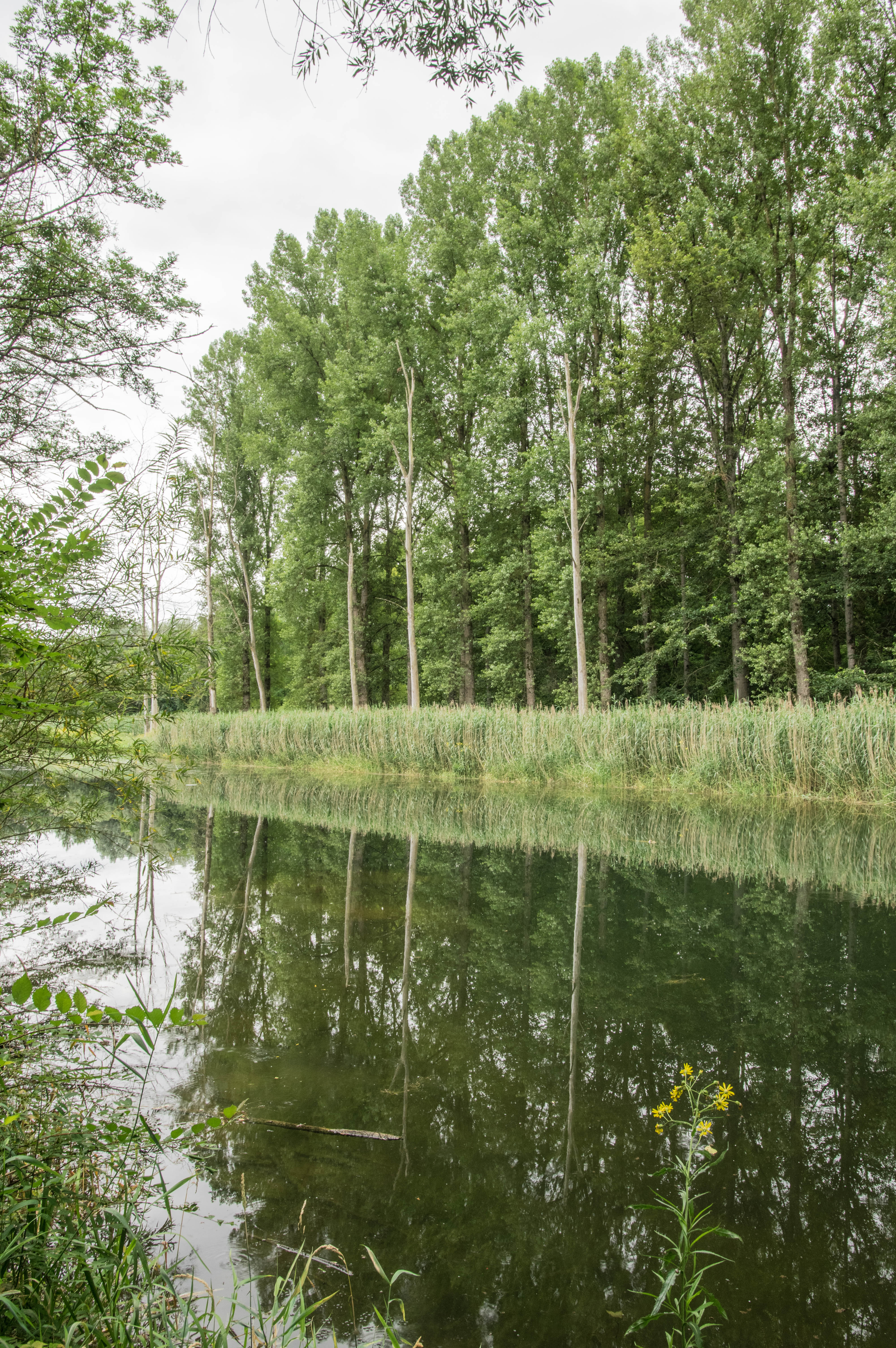
Donau-Altwasser bei Marxheim

### Allgemeines
Die Gemeinde liegt in der Planungsregion Augsburg an der Mündung des Lechs in die Donau im Naturpark Altmühltal.
Das Gemeindezentrum liegt auf einer Höhe von 405 m über Normalhöhennull (NHN). Der höchste Punkt der Gemeinde liegt bei 560 m über NHN nördlich von Graisbach; der tiefste Punkt liegt bei 395 m über NHN auf Höhe der Donau. Die Fläche der Gemeinde beträgt laut Angabe des Landkreises 46,58 km², laut Angabe der Gemeinde 46,46 km².

### Gemeindegliederung
Es gibt 6 Gemarkungen und 12 Gemeindeteile (in Klammern ist der Siedlungstyp angegeben):
- Gemarkung Burgmannshofen mit Burgmannshofen (Kirchdorf) und Übersfeld (Weiler);
- Gemarkung Gansheim mit Berg (Einöde), Boschenmühle (Einöde), Gansheim (Kirchdorf) und Hangermühle (Wüstung, 1874 abgegangen);
- Gemarkung Graisbach mit Erlhöfe (Einöde), Graisbach (Dorf) und Lechsend (Pfarrdorf);
- Gemarkung Marxheim mit Bruck (Dorf) und Marxheim (Pfarrdorf);
- Gemarkung Neuhausen mit Neuhausen (Kirchdorf);
- Gemarkung Schweinspoint mit Schweinspoint (Kirchdorf).

### Natur
In der Nähe von Marxheim ist die Donau an wenigen Stellen noch weitgehend naturbelassen. Das Donau-Altwasser ist als Naturdenkmal mit der Kennnummer ND-06601 eingetragen. Marxheim hat Anteil am Naturschutzgebiet Donaualtwasser Schnödhof. Auf dem Gemeindegebiet existieren darüber hinaus drei weitere Naturdenkmäler: 14 alte Linden (ND-06603) und die Gerichtslinde (ND-06602) in Graisbach sowie eine alte Eiche in Gansheim (ND-07092).
Siehe auch: Liste der Naturdenkmäler im Landkreis Donau-Ries

## Geschichte

### Mittelalter
Das Gemeindegebiet gehörte früher zum Herrschaftsbereich der 1342 an die Wittelsbacher gefallenen Grafschaft Lechsgemünd-Graisbach. Die Besiedlung der Region begann bereits im Frühmittelalter durch die Franken. Erstmals urkundlich erwähnt wird Marxheim als „Villa Morauchisheim“ 1238 in einer Schenkungsurkunde, in der Graf Berchtold von Lechsgemünd einen Gunnehof an das Kloster Kaisheim vermacht. Die Marxheimer Donau-Brücke wird im Jahr 1343 erstmals erwähnt, als der Graf von Lechsgemünd dort eine Zollstation errichten ließ; die Brücke bestand wohl aber schon länger. 1248 wurde die ca. einen Kilometer südwestlich gelegene Burg Lechsend (Lechsgemünd) von einer Regensburger Streitmacht angegriffen und vollständig niedergebrannt. Grund dafür war die Absperrung der Donau durch den Grafen. Die Burg wurde nicht wieder errichtet, stattdessen siedelte die Grafenfamilie nach Graisbach auf die Burg Graisbach über.

### Neuzeit
Marxheim gehörte ab 1505 zum Herzogtum Neuburg-Sulzbach und dessen Gericht Graisbach; von 1777 an war das Gebiet Teil des Kurfürstentums Bayern. Im heutigen Gemeindegebiet, welches das hiesige Gericht enthält, lagen die geschlossenen Hofmarken Gansheim (Grafen Veri della Bosia) und Schweinspoint (Freiherren von Hacke).
In der ersten Hälfte des 18. Jahrhunderts hatte Marxheim Bedeutung als Sammelplatz für Auswanderer, die auf der Donau nach Wien fuhren und dann weiter nach Ungarn zogen (vgl. auch Schwabenzüge).
Gegen Ende des Zweiten Weltkrieges stießen am 27. April 1945 Einheiten der 45. US-Infanteriedivision nach heftigem Kampf über die Donau vor. Die Brücke war zuvor von deutschen Truppen gesprengt worden.

### Nach dem Zweiten Weltkrieg
Ein neues Rathaus, das auch die Gemeindebücherei beherbergt, wurde 1982 im Ortskern von Marxheim errichtet. Ursprünglich waren dort auch noch die Diensträume der Post untergebracht.

### Eingemeindungen
Mit der Gemeindegebietsreform wurden zum 1. Juli 1972 die Gemeinden Burgmannshofen (mit Übersfeld), Gansheim, Graisbach (mit Lechsend) und Marxheim zusammengeschlossen. Am 1. April 1977 kam Neuhausen hinzu. Schweinspoint folgte am 1. Mai 1978.

## Bevölkerung

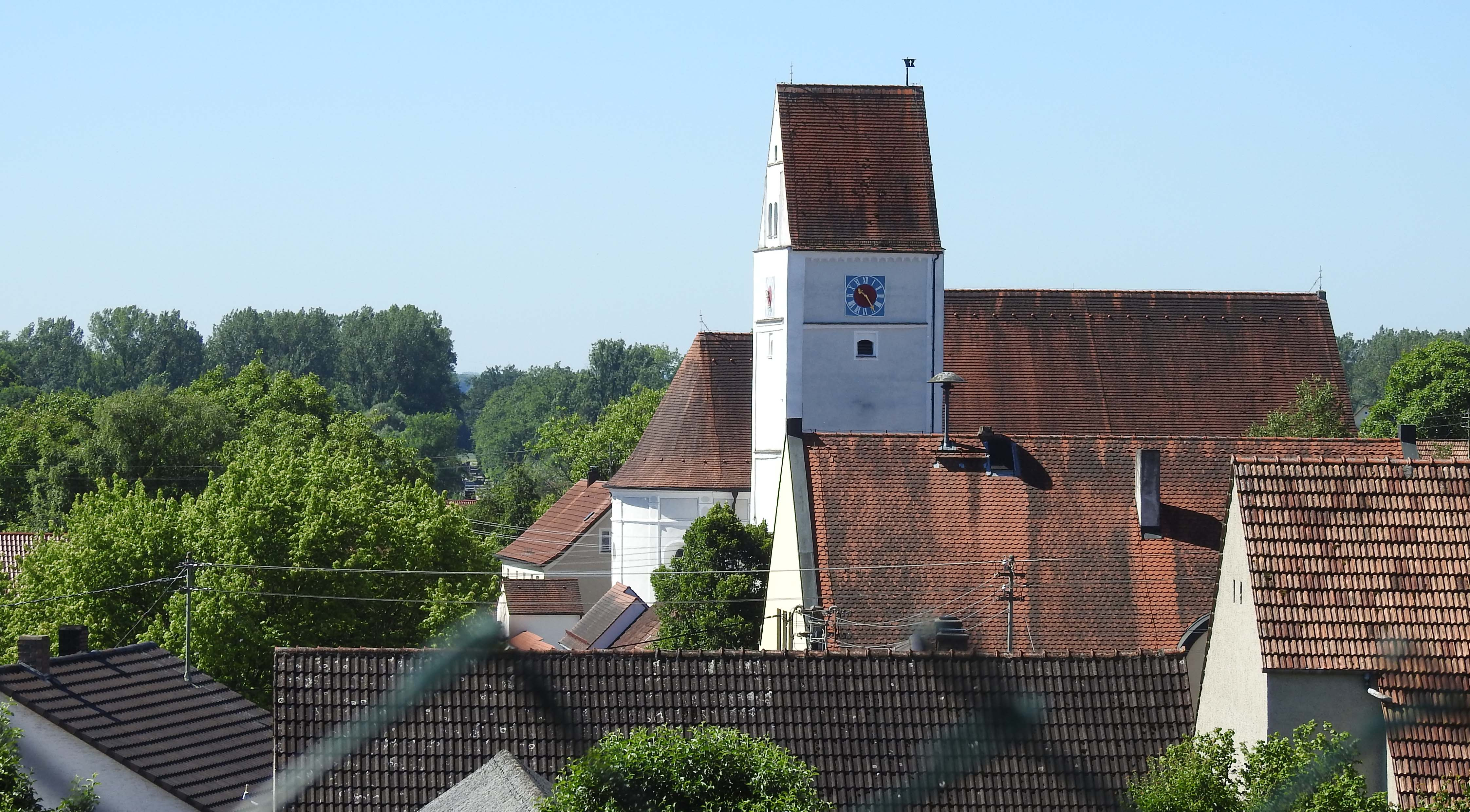
Marxheim von Norden

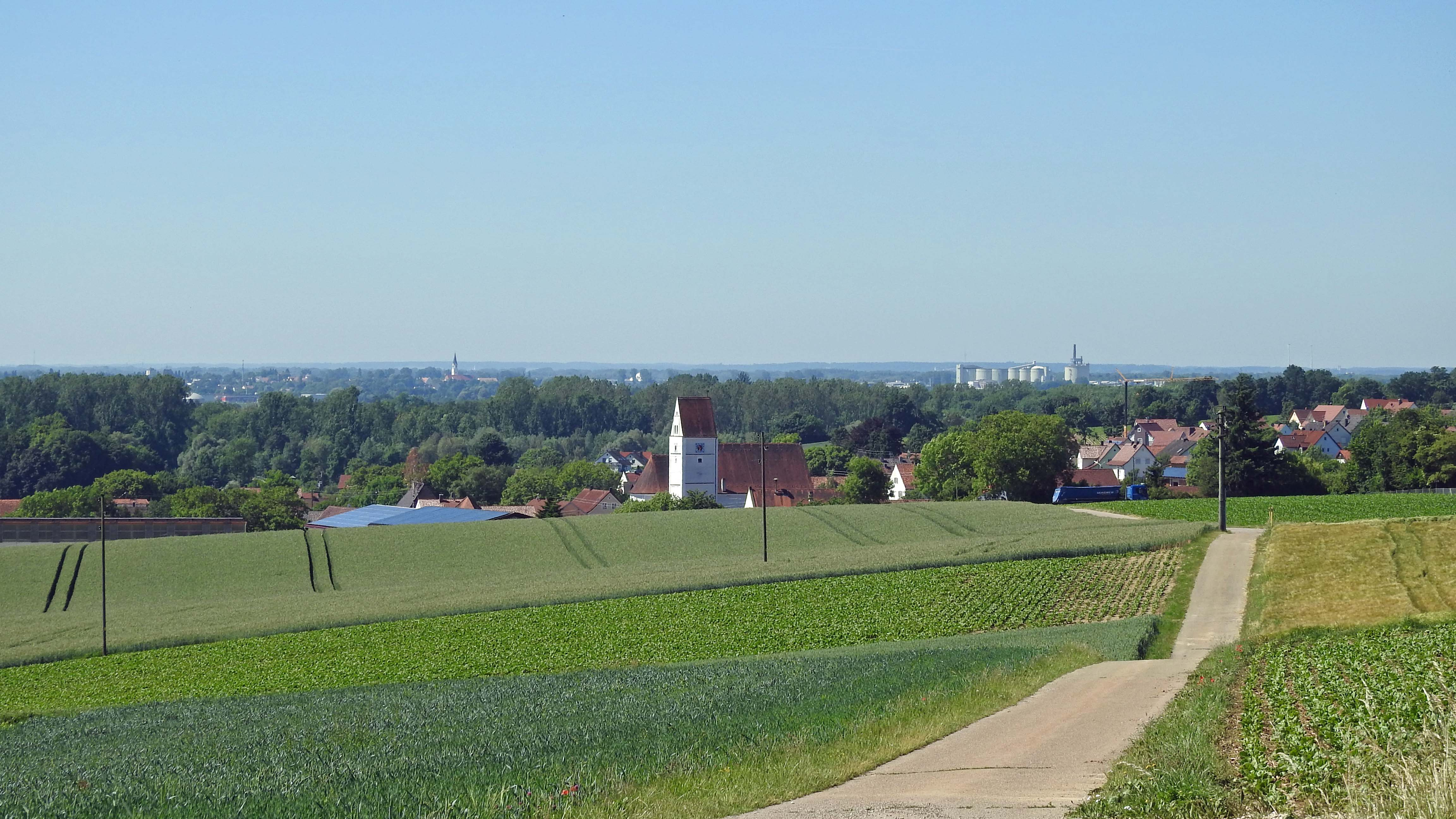
Marxheim an der Donau und Rain am Lech von Norden

Ortsansicht von Marxheim mit der Katholischen Pfarrkirche St. Peter und Paul im Hintergrund

Mit Stand 31. Dezember 2017 hatte die Gemeinde 2594 Einwohner. Davon waren 1217 weiblich (= 46,9 %). 520 Einwohner (= 20 %), darunter 240 weibliche (= 19,7 %), waren mindestens 65 Jahre alt.
Mit 12 Arbeitslosen hatte die Gemeinde im Jahr 2017 eine Arbeitslosenquote von 0,46 %.

### Einwohnerentwicklung
Auf dem Gebiet der Gemeinde wurden folgende Einwohnerzahlen ermittelt:
| Jahr | Einwohner |
| ---- | --------- |
| 1840 | 2110      |
| 1871 | 2139      |
| 1900 | 2242      |
| 1925 | 2401      |
| 1939 | 2247      |
| 1950 | 3058      |
| 1961 | 2556      |
| 1970 | 2558      |
| 1987 | 2536      |
| 1991 | 2619      |
| 1995 | 2622      |
| 2000 | 2661      |
| 2005 | 2593      |
| 2008 | 2569      |

| Jahr | Einwohner |
| ---- | --------- |
| 2009 | 2556      |
| 2010 | 2585      |
| 2011 | 2554      |
| 2011 | 2559      |
| 2012 | 2513      |
| 2013 | 2529      |
| 2014 | 2543      |
| 2015 | 2562      |
| 2016 | 2567      |
| 2017 | 2594      |
| 2021 | 2648      |
| 2022 | 2677      |
| 2023 | 2663      |

### Bevölkerungsbewegung
Zwischen 1988 und 2018 wuchs die Gemeinde von 2564 auf 2581 um 17 Einwohner bzw. um 0,7 %.
Im Jahr 2017 gab es 25 Lebendgeborene (9,6 je 1000 Einwohner) sowie 21 Gestorbene (8,1 je 1000 Einwohner). 150 Einwohner (57,8 je 1000 Einwohner) zogen zu, während 127 (49,0 je 1000 Einwohner) wegzogen. Damit ergab sich eine Bevölkerungszunahme von 27 Einwohnern (1,0 %).

## Politik

### Gemeinderat
Der Gemeinderat besteht aus 14 Sitzen. Bei den Gemeinderatswahlen am 15. März 2020 wurden alle Mandate von Mitgliedern parteiunabhängiger Wählergruppen besetzt.

### Bürgermeister
Erster Bürgermeister ist seit 2008 Alois Schiegg (Wahlgemeinde Friede Gansheim); er wurde 2014 und 2020 wieder gewählt. Seine Vorgänger seit der Gemeindegebietsreform waren Karl Reinhard (1972 bis 1984) und Anton Fieger (1984 bis 2008).

### Gemeindefinanzen

#### Steuereinnahmen
Die Gemeinde erzielte folgende Steuereinnahmen:
| Jahr | Gemeindesteuereinnahmen | davon Gewerbesteuereinnahmen (netto) |
| ---- | ----------------------- | ------------------------------------ |
| 1991 | 0.639.000 €             | 054.000 €                            |
| 1996 | 0.691.000 €             | 050.000 €                            |
| 1999 | 0.865.000 €             | 070.000 €                            |
| 2007 | 1.048.000 €             | 070.000 €                            |
| 2008 | 1.164.000 €             | 100.000 €                            |
| 2010 | 1.111.000 €             | 073.000 €                            |
| 2011 | 1.244.000 €             | 162.000 €                            |
| 2012 | 1.343.000 €             | 146.000 €                            |
| 2013 | 1.536.000 €             | 264.000 €                            |
| 2014 | 1.557.000 €             | 207.000 €                            |
| 2015 | 1.779.000 €             | 331.000 €                            |
| 2016 | 1.794.000 €             | 300.000 €                            |
| 2017 | 1.779.000 €             | 157.000 €                            |

#### Verschuldung
2017 hatte die Gemeinde Schulden in Höhe von 525.000 Euro. Das entsprach etwa 203 Euro pro Einwohner. 2014 hatte die Gemeinde noch Schulden in Höhe von 1.010.000 Euro. Das entsprach etwa 398 Euro pro Einwohner.

### Wappen

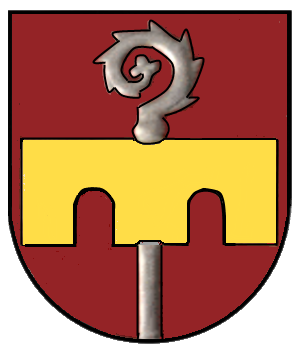
Ehemaliges Marxheimer Wappen

Blasonierung: „Fünfmal geteilt von Blau und Gold mit aufgelegtem roten Panther.“
Das Wappen der Gemeinde Marxheim entspricht dem früheren Wappen der Grafschaft Lechsgemünd-Graisbach und wurde 1983 als Wappen für die Gesamtgemeinde eingeführt. Zuvor wurde das alte Marxheimer Wappen im Gemeindesiegel geführt. Da dieses Wappen für die übrigen Ortsteile wenig aussagekräftig ist, wurde 1982 die Einführung eines neuen Wappens beschlossen. Der Gemeinderat entschied sich schließlich für den Vorschlag der Generaldirektion der Bayerischen Staatlichen Archive. Diese begründete ihren Vorschlag folgendermaßen:

„Das Gemeindegebiet gehörte früher zum Herrschaftsbereich der Grafschaft Lechsgemünd-Graisbach. Zur Gestaltungsgrundlage für das neue Gemeindewappen wurde daher das Wappen der 1342 im Mannesstamm erloschenen Grafen von Lechsgemünd-Graisbach genommen. Die das Wappen charakterisierenden sechs goldenen bzw. blauen Farbstreifen symbolisieren gleichzeitig die sechs ehemaligen Gemeinden, aus denen die heutige Gemeinde Marxheim besteht, nämlich Burgmannshofen, Gansheim, Graisbach, Neuhausen, Schweinspoint und Marxheim.“

## Kultur, Religion und Sehenswürdigkeiten

### Sehenswürdigkeiten

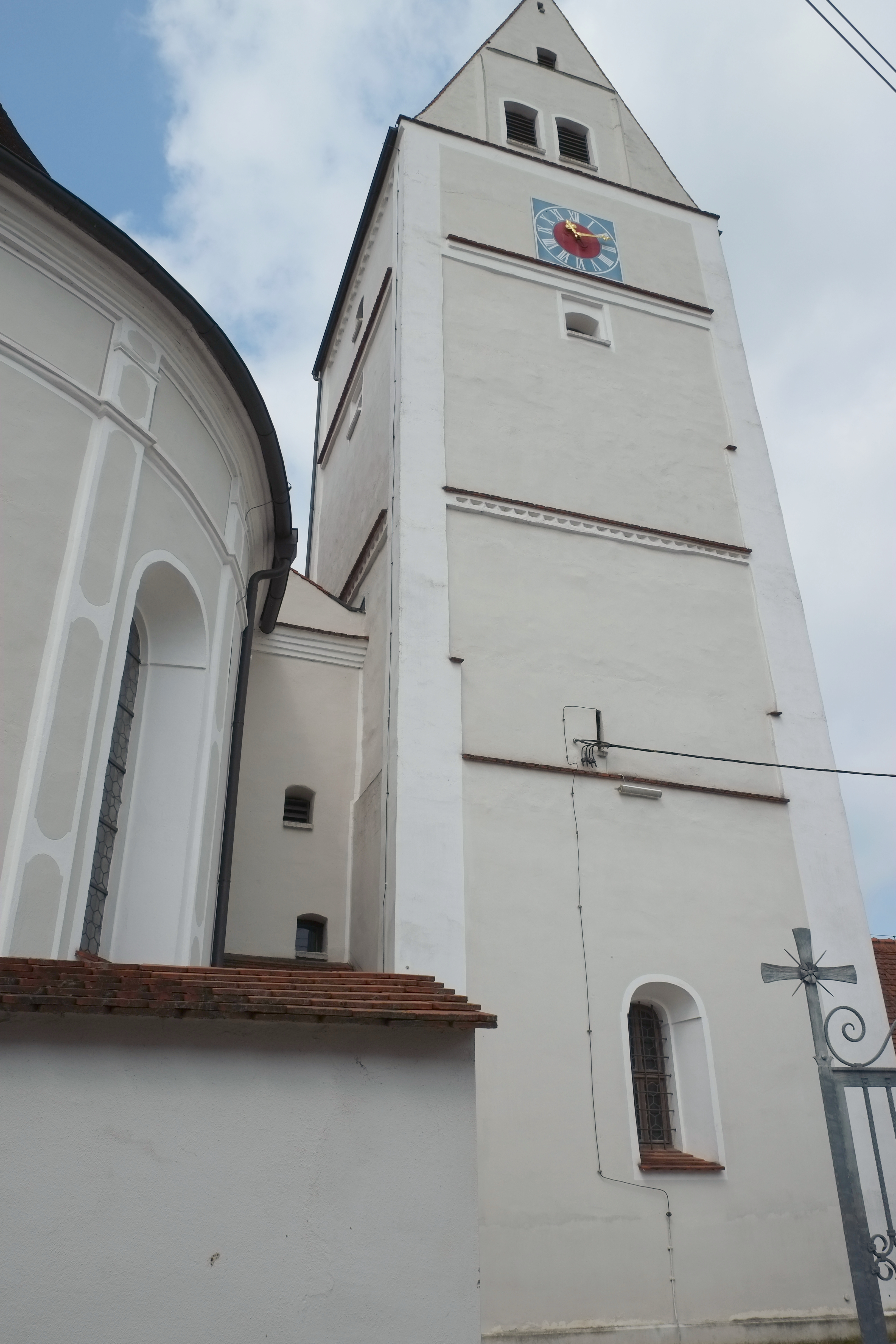
St. Peter und Paul in Marxheim

Zu den Sehenswürdigkeiten in Marxheim und seinen Gemeindeteilen zählen im Wesentlichen sakrale Bauwerke. Im Ortskern von Marxheim befindet sich die katholische Pfarrkirche St. Peter und Paul, welche in Teilen aus dem 14. Jahrhundert stammt. Die katholische Filialkirche St. Rochus im Gemeindeteil Neuhausen wurde zur gleichen Zeit errichtet. Andere Kirchen, wie die Filialkirche St. Gertrud in Burgmannshofen oder die Pfarrkirche St. Vitus in Lechsend, sind romanischen Ursprungs. In Graisbach liegt die Ruine der Burg Graisbach, die bis auf das 12. Jahrhundert zurückgeht. An der südlichen Burgmauer befindet sich dort die ehemalige Burgkapelle Sankt Pankratius.
Marxheim sowie die Ortsteile Graisbach und Lechsend liegen am Donauradweg.
Im Ortsteil Bruck, unmittelbar gegenüber der Flussmündung, ist der Startpunkt Marxheim des Lechradweges von der Mündung bis Steeg in Tirol.

### Bodendenkmäler
Auf dem Gebiet der Gemeinde wurden auch mehrere Bodendenkmäler gefunden, die teilweise bis in vorgeschichtliche Zeit datieren.

### Religion
Marxheim ist eine katholische Pfarrei, die seit 2016 zur neugebildeten Pfarreiengemeinschaft Marxheim-Daiting im Dekanat Donauwörth, Bistum Augsburg gehört. Die Filiale Schweinspoint gehört ebenfalls zur Pfarrei Marxheim.

## Wirtschaft und Infrastruktur

### Feuerwehr
Auf dem Gemeindegebiet gibt es sieben Freiwillige Feuerwehren mit jeweils eigenem Feuerwehrhaus.

### Wasserversorgung, Abwasserbeseitigung und Abfallentsorgung
Zur Wasserversorgung gibt es auf dem Gemeindegebiet vier Anlagen mit Sitz in Marxheim, Graisbach, Gansheim sowie Übersfeld. Der Ortsteil Burgmannshofen ist an die Ammerfelder Wasserversorgung angeschlossen. Eigenständige Kläranlagen bestehen in Gansheim (auch für Übersfeld) und Burgmannshofen. Die übrigen Orte sind an die Marxheimer Abwasserbeseitigung angeschlossen.
Im Jahr 2016 waren 2553 Einwohner an die Wasserversorgung, 2539 an die Kanalisation und 2539 an die Kläranlagen angeschlossen.
Auf dem Gebiet der Gemeinde befindet sich ein Recyclinghof, der dem Abfallwirtschaftsverband Nordschwaben gehört. Im Ortsteil Graisbach befindet sich zudem eine Grünabfall-Deponie.

### Bildung und Soziales
Es gibt einen 1985 fertiggestellten, kirchlichen Kindergarten mit 110 genehmigten Plätzen und 99 Besuchern (Stand 1. März 2021). Außerdem besteht die 1969 eingerichtete Julian-Knogler-Grundschule, an der im Schuljahr 2020/21 vier Lehrer 82 Schüler in vier Klassen unterrichteten.
Im Gemeindeteil Schweinspoint besteht mit der Stiftung Sankt Johannes ein Sozialunternehmen, das sich auf die Arbeit mit behinderten Menschen spezialisiert hat.

### Sport und Vereine
In Marxheim bestehen u. a. ein Angelverein, eine Ortsgruppe des Bund Naturschutz in Bayern, eine Freiwillige Feuerwehr, ein Musikverein, ein Skiclub, ein Schützenverein, ein Sportverein und ein Ortsverein der VdK. Darüber hinaus gibt es noch zahlreiche weitere Vereine in den einzelnen Ortsteilen.
Der Sportverein des Hauptorts ist der SV Marxheim. Der FC Marxheim/Gansheim entstand 2008 durch die Fusion der Fußballabteilungen der SpVgg Gansheim und des SV Marxheim. Dessen 1. Herren-Mannschaft spielt in der Saison 2019/20 in der A-Klasse Nord Donau. Die Jugendmannschaften spielen teilweise in der SG Donau-Lech, einer Spielgemeinschaft mit dem SV Feldheim und dem SV Genderkingen.
In Marxheim existiert eine Sportanlage (Fußball, Tennis, Turnhalle). In Gansheim gibt es einen Sportplatz und ein Sportheim. Im Gemeindeteil Übersfeld gibt es einen Skilift.

### Statistische Daten
2017 gab es nach der amtlichen Statistik in der Gemeinde 1118 sozialversicherungspflichtig Beschäftigte am Arbeitsort; im Jahr zuvor waren es noch 1066 Personen. 2016 waren im produzierenden Gewerbe 21 und 2017 im Bereich öffentliche und private Dienstleister 1050 sozialversicherungspflichtig Beschäftigte am Arbeitsort. Des Weiteren waren 2017 im Bereich Unternehmensdienstleister 24 Personen am Arbeitsort angestellt.
2008 waren im Bereich Handel, Verkehr und Gastgewerbe 13 sozialversicherungspflichtig Beschäftigte am Wohnort vermerkt.
Im verarbeitenden Gewerbe gab es 1998 sieben Betriebe. Im Bauhauptgewerbe bestanden im Jahr 2017 vier Betriebe. Zudem bestanden im Jahr 2016 80 landwirtschaftliche Betriebe mit einer landwirtschaftlich genutzten Fläche von 2442 ha, davon waren 1733 ha Ackerfläche. Im Jahr 2003 bestanden noch 805 ha Dauergrünfläche.

## Persönlichkeiten
- Ludwig Anton von Hacke (1682–1752), im Gemeindeteil Schweinspoint geborener Freiherr, kurpfälzer Oberstforst- und Oberstjägermeister, sowie Inhaber der eigenständigen Herrschaft Trippstadt in der Pfalz
- Julian Knogler (1717–1772), im Gemeindeteil Gansheim geborener Jesuitenpater und Missionar
- Josef Dilger (1899–1972), im Gemeindeteil Neuhausen geborener Maler, Graphiker, Musiker und Lehrer
- Alfons Braun (* 1940), Politiker (SPD)